# Johann Czjzek von Smidaich

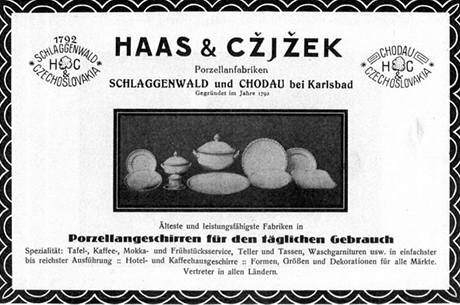
Inzerát porcelánky Haas & Cžjžek

Johann Baptist Czjzek (též Cžjžek nebo Čžjžek), od roku 1899 Edler von Smidaich (20. března 1841 Vídeň – 6. února 1925 tamtéž) byl česko-rakouský průmyslník, výrobce porcelánu a jeden z průkopníků tržního hospodářství.

## Život
Czjzek byl synem českého geologa Johanna Baptisty Čžjžka. Po studiu chemie se stal nejprve chemikem v porcelánce svého strýce Augusta Haase v Horním Slavkově v západních Čechách. V roce 1867 pak spolu se svým bratrancem Georgem Haasem z Hasenfelsu převzal první porcelánku v Čechách založenou Johannem Georgem Paulusem, pozdější firmu Haas a Lippert, do roku 2011 firmu Haas & Czjzek.
Pod jejich vedením nabyla výroba porcelánu ve Slavkově evropského významu. V roce 1888 byl Johann Czjzek přijat do Přátel vídeňského Künstlerhausu. Johann Baptist Czjzek koupil panství Doubí na Karlovarsku a Smidary na Novobydžovsku, přičemž v roce 1899 po nabytí velkostatku ve Smidarech získal rakouský šlechtický titul Edler von Smidaich.
Spolu s dědici průmyslníka a výrobce vagonů Ignáce Šustaly staršího stál u zrodu „Staudinger Waggonfabrik“ na Moravě, z níž se později vyvinul závod Tatra. Později koupil tkalcovnu a přádelnu Fritsch & Co. se šesti firmami v severočeských Hejnicích, v Brně a investoval do firem v Maďarsku.
Byl zakládajícím členem Vídeňské bankovní asociace. Po skončení první světové války a zániku Rakousko-Uherska utrpěl těžké ztráty v Čechách, na Moravě a v Uhrách.

## Rodina
Jeho prasynovcem je rakouský hudebník a hudební pedagog Anton Czjzek (* 1936).